# Crno Brdo
Crno Brdo (cyr. Црно Брдо) – wieś w Czarnogórze, w gminie Pljevlja. W 2011 roku liczyła 18 mieszkańców.